# Ceann Comhairle
De Ceann Comhairle is de voorzitter van Dáil Éireann, het lagerhuis van Ierland. De voorzitter wordt telkens direct na een verkiezingen gekozen uit de leden van de Dáil. Nadat hij gekozen is wordt hij geacht volledig onafhankelijk van alle partijen, dus ook zijn eigen partij, te zijn. Om die positie te versterken en te beschermen is in de Ierse Grondwet bepaald dat hij bij de volgende verkiezingen automatisch herkozen wordt als lid. Na die verkiezingen kiest de nieuwe Dáil een nieuwe voorzitter, daarbij is de Dáil vrij om een nieuwe voorzitter te kiezen.

## Lijst van voorzitters sinds de oprichting van de Dáil
|     | Ceann Comhairle           | van              | tot              | partij               | partij |
| --- | ------------------------- | ---------------- | ---------------- | -------------------- | ------ |
| 1.  | Cathal Brugha             | 21 januari 1919  | 22 januari 1919  | Sinn Féin            |        |
| 2.  | Count Plunkett            | 22 januari 1919  | 22 januari 1919  | Sinn Féin            |        |
| 3.  | Seán T. O'Kelly           | 22 januari 1919  | 16 August 1921   | Sinn Féin            |        |
| 4.  | Eoin MacNeill             | 16 augustus 1921 | 9 september 1922 | Pro-Treaty Sinn Féin |        |
| 5.  | Michael Hayes             | 9 september 1922 | 9 maart 1932     | Cumann na nGaedheal  |        |
| 6.  | Frank Fahy                | 9 maart 1932     | 13 juni 1951     | Fianna Fáil          |        |
| 7.  | Patrick Hogan             | 13 juni 1951     | 14 november 1967 | Labour               |        |
| 8.  | Cormac Breslin            | 14 november 1967 | 14 maart 1973    | Fianna Fáil          |        |
| 9.  | Seán Treacy (eerste maal) | 14 maart 1973    | 5 juli 1977      | Labour               |        |
| 10. | Joseph Brennan            | 5 juli 1977      | 13 juli 1980     | Fianna Fáil          |        |
| 11. | Pádraig Faulkner          | 15 oktober 1980  | 30 juni 1981     | Fianna Fáil          |        |
| 12. | John O'Connell            | 30 juni 1981     | 14 december 1982 | Onafhankelijk        |        |
| 13. | Tom Fitzpatrick           | 14 december 1982 | 10 maart 1987    | Fine Gael            |        |
|     | Seán Treacy (tweede maal) | 10 maart 1987    | 26 juni 1997     | Onafhankelijk        |        |
| 14. | Séamus Pattison           | 26 juni 1997     | 6 juni 2002      | Labour               |        |
| 15. | Rory O'Hanlon             | 6 juni 2002      | 14 juni 2007     | Fianna Fáil          |        |
| 16. | John O'Donoghue           | 14 juni 2007     | 13 oktober 2009  | Fianna Fáil          |        |
| 17. | Séamus Kirk               | 13 oktober 2009  | 9 maart 2011     | Fianna Fáil          |        |
| 18. | Seán Barrett              | 9 maart 2011     | 10 maart 2016    | Fine Gael            |        |
| 19. | Seán Ó Fearghaíl          | 10 maart 2016    | heden            | Fianna Fáil          |        |